# Globi bei der Rettungsflugwacht
Globi bei der Rettungsflugwacht ist ein Bilderbuch mit der Schweizer Kinderbuchfigur Globi. Die Geschichte in Reimform wurde von Guido Strebel geschrieben und von Peter Heinzer illustriert. Das Buch vermittelt auf unterhaltsame Weise Wissen über die Arbeit der Rettungsflugwacht (Rega) und zeigt Globi bei abenteuerlichen Einsätzen in den Schweizer Bergen.

## Inhalt
Die Geschichte beginnt mit einem Ausflug von Globi und seinem Freund Hans in die Berge. Das Abenteuer nimmt eine dramatische Wendung, als Hans in eine Gletscherspalte stürzt und sich verletzt. Globi alarmiert die Schweizerische Rettungsflugwacht (Rega), die mit einem Helikopter zur Hilfe eilt. Beeindruckt von der Arbeit der Rettungskräfte beschließt Globi, sich selbst zum Flughelfer ausbilden zu lassen und Teil des Teams zu werden.
Während seiner Ausbildung lernt Globi, wie Einsätze organisiert werden und mit welchen Herausforderungen die Rega zu kämpfen hat – von unwegsamem Gelände bis zu riskanten Rettungsaktionen bei schlechtem Wetter. Im weiteren Verlauf hilft Globi bei der Rettung von verirrten Wanderern, verletzten Bergsteigern und sogar Tieren. Durch seine Neugier, seinen Mut und seinen Humor trägt er nicht nur zur erfolgreichen Rettung bei, sondern bringt auch Freude in ernste Situationen. Er wird hier als wagemutig und aufmüpfig geschildert, anders als in andern Globi-Büchern fällt er mit seinem Draufgängertum positiv auf. Der Band zeigt viele Gefahren auf, mit denen die Rega in den Schweizer Bergen zu kämpfen hat, darunter Hochwasser, Lawinen oder vom Schnee abgeschnittene Täler.
Gegen Ende des Buches lässt sich Globi dann sogar zum Hubschrauberpiloten ausbilden und fliegt nun selbst. Das Bild auf dem Buchumschlag zeigt dann auch Globi am Steuer des Rettungshelikopters über einem Gletscher.

## Adaptionen
Es gibt auch ein Hörspiel von Globi bei der Rettungsflugwacht. Sprecher sind Vera Furrer, Ursula Schaeppi, E. Huber, Lorenz Wüthrich und Vincenzo Biagi.

## Erfolg
Wie die anderen Bände von Peter Heinzer hatte der Band eine initiale Auflage von 40.000 Stück und er zählt bis heute zu den beliebtesten Globi-Büchern. Bis 2025 wurden 23 Auflagen gedruckt. Das Buch wurde u. a. auch ins Slowenische übersetzt.

## Trivia
Ein Schiedsrichter musste nach einem Spiel im Espenmoos in St. Gallen 1985 wegen randalierenden Fans mit dem Helikopter evakuiert werden. Dies fand in dem Band Niederschlag mit dem Gedicht:
«Wenn die anderen gewinnen / sind Schiedsrichter dumm und spinnen; / siegt der eigene Verein / könnten sie nicht besser sein.»